# Wake the Sleeping Dragon!
Wake the Sleeping Dragon! est le douzième album du groupe punk hardcore américain Sick of It All. Il est sorti le 2 novembre 2018 chez Fat Wreck Chords aux États-Unis (sur CD et vinyle) et au Canada (sur vinyle) et par Century Media Records en Europe (à la fois sur CD et vinyle). Wake the Sleeping Dragon! est la première sortie du groupe sur Fat Wreck Chords en 15 ans.

## Contexte
L'album a été annoncé par Sick of It All en août 2018. La première chanson du prochain album, Inner Vision, est sortie le même mois. Une deuxième chanson, la piste titre "Wake the Sleeping Dragon", a été diffusée en octobre 2018. Une vidéo de cette chanson a été publiée quelques jours plus tard. Un jour après la sortie officielle de Wake the Sleeping Dragon!, un clip pour "That Crazy White Boy Shit" est sorti. Un clip vidéo pour Self Important Shithead a été publié en juillet 2019. 

## Liste des morceaux
Tous les titres sont écrits et composés par Sick of It All.
1. "Inner Vision" - 1:54
2. "That Crazy White Boy Shit" - 2:05
3. "The Snake (Break Free)" - 1:58
4. "Bull's Anthem" - 2:02
5. "Robert Moses Was a Racist" - 1:29
6. "Self Important Shithead" - 0:58
7. "To the Wolves" - 1:40
8. "Always with Us" - 2:26
9. "Wake the Sleeping Dragon" - 2:02
10. "2+2" - 1:49
11. "Beef Between Vegans" - 2:12
12. "Hardcore Horseshoe" - 1:53
13. "Mental Furlough" - 2:17
14. "Deep State" - 1:53
15. "Bad Hombres" - 2:01
16. "Work the System" - 1:46
17. "The New Slavery" - 2:39

## Ambiance musicale
Cet album mêle des sonorités New York Hardcore, metal hardcore, punk rock, Oi! et Hardcore old school,,,,,,.

## Crédits
- Lou Koller - chant
- Pete Koller - guitares
- Craig Setari - basse
- Armand Majidi - batterie